# Großbahren
Großbahren (niedersorbisch Bóryń) ist ein Ortsteil der Stadt Sonnewalde im Landkreis Elbe-Elster in Brandenburg.

## Geografie und Verkehrsanbindung
Großbahren liegt nordöstlich der Kernstadt Sonnewalde am Sonnewalder Landgraben und an der Kreisstraße K 6232. Westlich verläuft die B 96, nordöstlich erstreckt sich das im Landkreis Oberspreewald-Lausitz gelegene rund 203 ha große Naturschutzgebiet Tannenbusch und Teichlandschaft Groß Mehßow.

## Geschichte
Am 1. September 1977 erfolgte der Zusammenschluss mit Kleinbahren zu Bahren.

Zum 1. Mai 2002 wurde die Gemeinde Bahren in die Stadt Sonnewalde eingegliedert. Seitdem gelten Großbahren und Kleinbahren als separate Ortsteile.

## Sehenswürdigkeiten
- In der Liste der Baudenkmale in Sonnewalde ist für Großbahren kein Baudenkmal aufgeführt.
- In der Liste der Bodendenkmale in Sonnewalde ist für Großbahren ein Bodendenkmal (Dorfkern Neuzeit, Dorfkern deutsches Mittelalter) aufgeführt.